# 大宝 (日本)
大宝（、だいほう、旧字体：大寶）は、日本の元号のひとつ。朱鳥の後、慶雲の前。701年から704年までの期間を指す。この時代の天皇は文武天皇。

## 概要
大宝年間には完成した大宝律令が施行され、都城としての藤原京遷都や遣唐使派遣と並んで、元号制定も律令国家建設の一環として行われた。
『日本書紀』に拠れば、大宝以前にも大化（645年 - 650年）、白雉（650年 - 654年）、1年だけ存在した朱鳥（686年）の三つの元号があったとされ、『続日本紀』は白鳳と朱雀の存在を記すが、日本における元号制度は断絶状態にあり、「大宝」の改元により元号使用は再開される。ただし大宝以前の木簡や金石文で元号が使われた例はなく、大宝が最初の元号とする説もある。
以降、元号制度は途切れることなく現在の「令和」に至るまで続いている。

## 改元
- 文武天皇5年3月21日（ユリウス暦701年5月3日）：対馬嶋からの金の献上により大宝に改元。ただし、後に、この金の献上は対馬産ではないと指摘される（続日本紀）[2]。
- 大宝4年5月10日（ユリウス暦704年6月16日）：藤原京における瑞雲の発現により慶雲に改元。

## 典拠
- 『易経』繋辞下
  - 「天地之大徳曰生、聖人之大宝曰位」

## 大宝年間の出来事
- 元年（701年）
  - 大宝律令を撰定し、新令を明法博士に講義させる。地方行政区画も国評制から国郡里制へと改まった。
- 2年（702年）
  - 6月 ： 粟田真人、高橋笠間ら大宝の遣唐使を唐へ派遣。
  - 12月 ： 持統太上天皇崩御。
  - この年
    - 大宝律令を施行。
    - 諸国に度量器を頒布。
- 3年（703年）
  - 刑部親王（忍壁皇子）を知太政官事に任ずる。庚午年籍を造籍する。
- 4年（704年） - 全国の国印が一斉に鋳造された。それを機会に国名に用いる文字が改定された（例、科野→信濃）。

- 大宝年間（701年 - 704年）
  - 讃岐守道守、那珂郡万濃（満濃）池を築く。

### 死去
- 2年
  - 12月22日 - 持統太上天皇

## 西暦との対照表
※は小の月を示す。
| 大宝元年（辛丑） | 一月※    | 二月  | 三月 | 四月※ | 五月※  | 六月  | 七月※ | 八月※ | 九月  | 十月※ | 十一月  | 十二月  |          |
| ---------------- | -------- | ----- | ---- | ----- | ------ | ----- | ----- | ----- | ----- | ----- | ------- | ------- | -------- |
| ユリウス暦       | 701/2/13 | 3/14  | 4/13 | 5/13  | 6/11   | 7/10  | 8/9   | 9/7   | 10/6  | 11/5  | 12/4    | 702/1/3 |          |
| 大宝二年（壬寅） | 一月※    | 二月  | 三月 | 四月※ | 五月   | 六月※ | 七月  | 八月※ | 九月  | 十月※ | 十一月※ | 十二月  |          |
| ユリウス暦       | 702/2/2  | 3/3   | 4/2  | 5/2   | 5/31   | 6/30  | 7/29  | 8/28  | 9/26  | 10/26 | 11/24   | 12/23   |          |
| 大宝三年（癸卯） | 一月     | 二月※ | 三月 | 四月※ | 閏四月 | 五月  | 六月※ | 七月  | 八月※ | 九月  | 十月※   | 十一月※ | 十二月   |
| ユリウス暦       | 703/1/22 | 2/21  | 3/22 | 4/21  | 5/20   | 6/19  | 7/19  | 8/17  | 9/16  | 10/15 | 11/14   | 12/13   | 704/1/11 |
| 大宝四年（甲辰） | 一月※    | 二月  | 三月 | 四月※ | 五月   | 六月※ | 七月  | 八月  | 九月※ | 十月  | 十一月※ | 十二月  |          |
| ユリウス暦       | 704/2/10 | 3/10  | 4/9  | 5/9   | 6/7    | 7/7   | 8/5   | 9/4   | 10/4  | 11/2  | 12/2    | 12/31   |          |